# Duchy League
De Duchy League is een Engelse regionale voetbalcompetitie uit Cornwall, alhoewel er ook enkele teams uit Devon meespelen. Er zijn 6 divisies en de Premier Division bevindt zich op het 14de niveau in de Engelse voetbalpyramide. De league is leverancier voor de East Cornwall League.

## Recente kampioenen
| Seizoen | Premier         | One      | Two      | Three   | Four                         | Five         |
| ------- | --------------- | -------- | -------- | ------- | ---------------------------- | ------------ |
| 2005-06 | St Columb Major | Lamerton | Edgcumbe | Lanivet | Holywell Bay/Cubert Athletic | Week St Mary |